# Hydrangea heteromalla
Espèce
Classification APG II (2003)
Hydrangea heteromalla est une espèce du genre Hydrangea originaire d'Asie tempérée et tropicale : Chine, Inde, Népal, Myanmar et Vietnam.
Synonymes : Hydrangea bretschneideri Dippel, Hydrangea dumicola W. W. Sm., Hydrangea vestita Wall. Hydrangea xanthoneura Diels
Nom chinois : 微绒绣球
On compte deux variétés botaniques :
- Hydrangea heteromalla var. mollis Rehder (1912)
- Hydrangea heteromalla var. parviflora 	C. Marquand & Airy Shaw (1929)

## Description
Il s'agit d'un arbuste caduc, d'assez grande taille, pouvant atteindre 5 m de haut.
Les feuilles sont vert moyen, larges, ovales et opposées
En été, la plante produit des inflorescence à petites fleurs fertiles internes blanches (pour le type sauvage), entourées de grandes fleurs stériles blanches.

## Utilisation
Il s'agit d'une espèce utilisée pour comme arbuste ornemental en situation ombragée ou semi-ombragée qui se trouve maintenant aisément en France. Elle exige un substrat acide à neutre.
De nombreuses variétés, cultivars et hybrides horticoles sont disponibles, dont :
- Hyndrangea heteromalla ‘Bretschneideri’
- Hydrangea heteromalla ‘Gidie’
- Hydrangea heteromalla ‘Jermyns lace ’
- Hydrangea heteromalla ‘June pink’
- Hydrangea heteromalla ‘Krista’
- Hydrangea heteromalla ‘Long white’
- Hydrangea heteromalla ‘Nepal beauty’
- Hydrangea heteromalla ‘Snowcap’
- Hydrangea heteromalla ‘Xanthoneura’
- Hydrangea heteromalla ‘Willy’

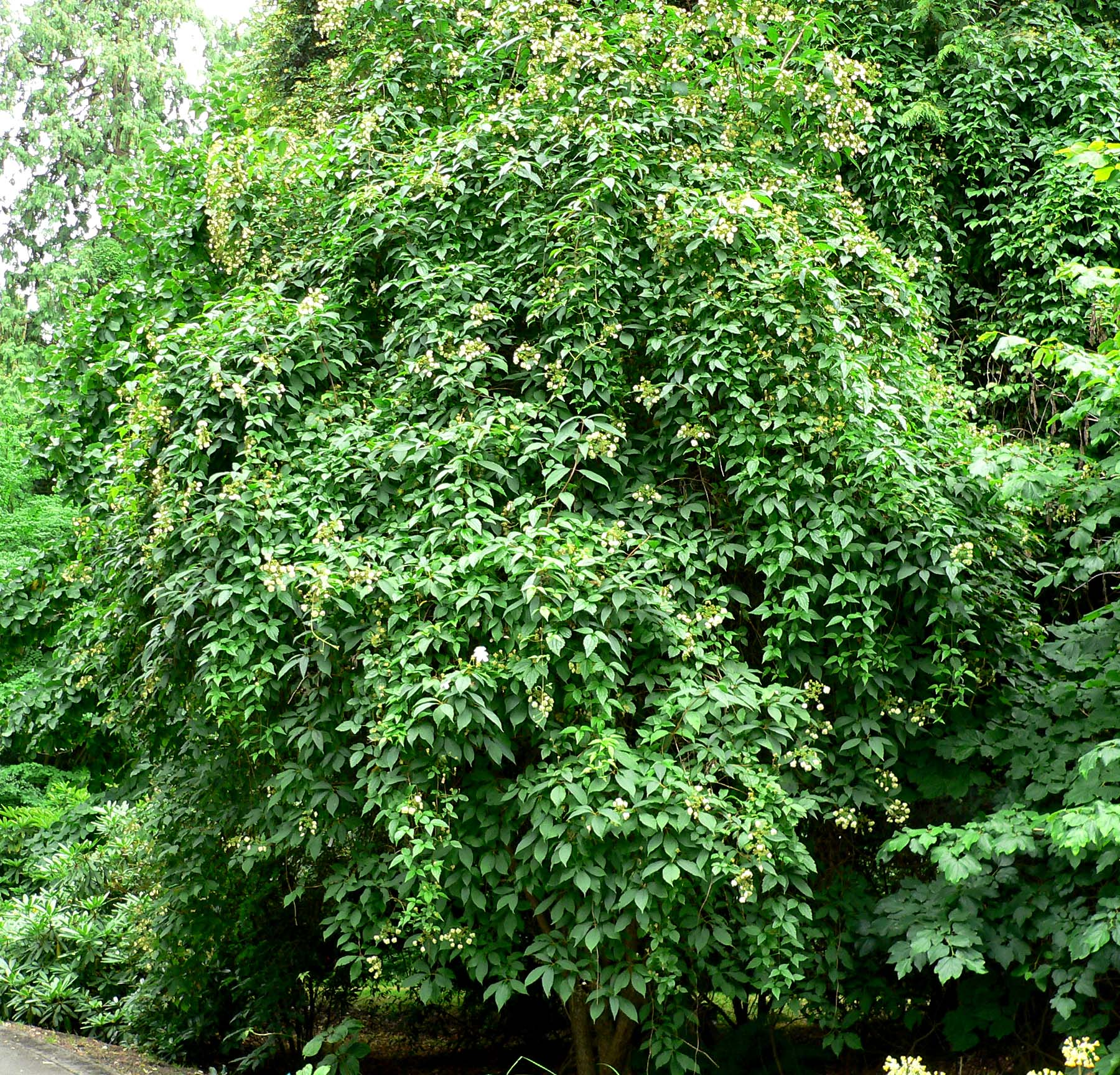
Aspect général
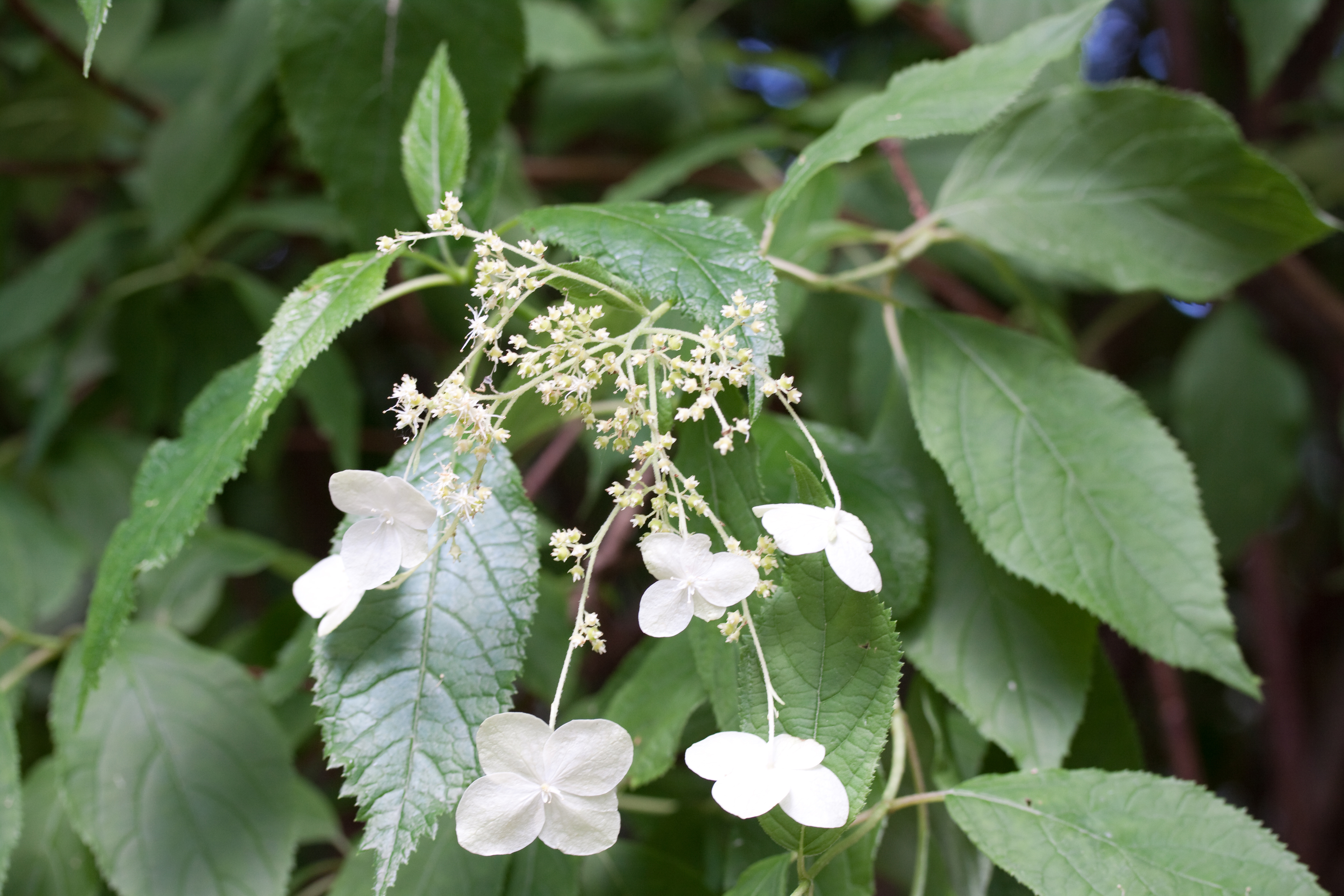
Fleurs
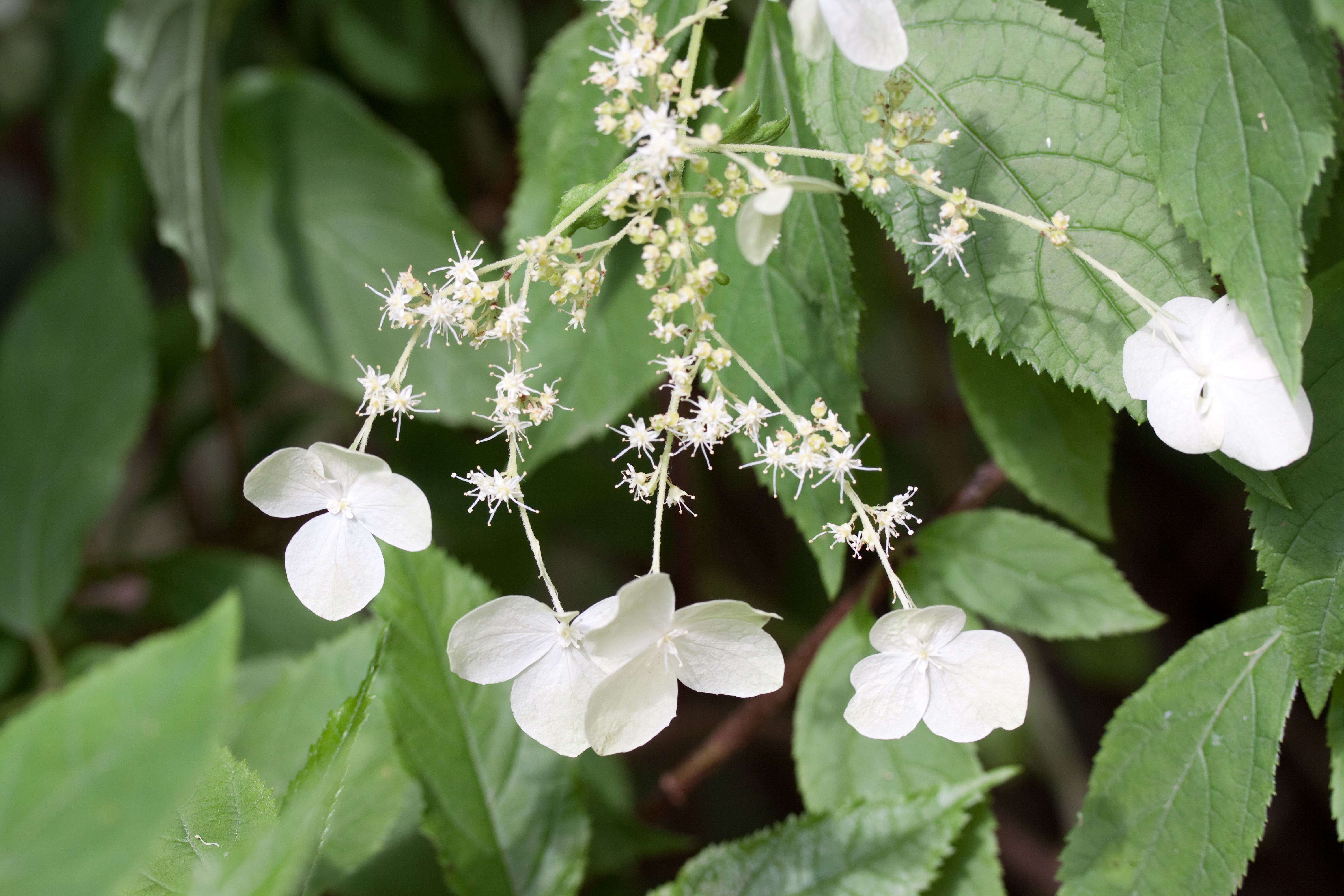
Fleurs
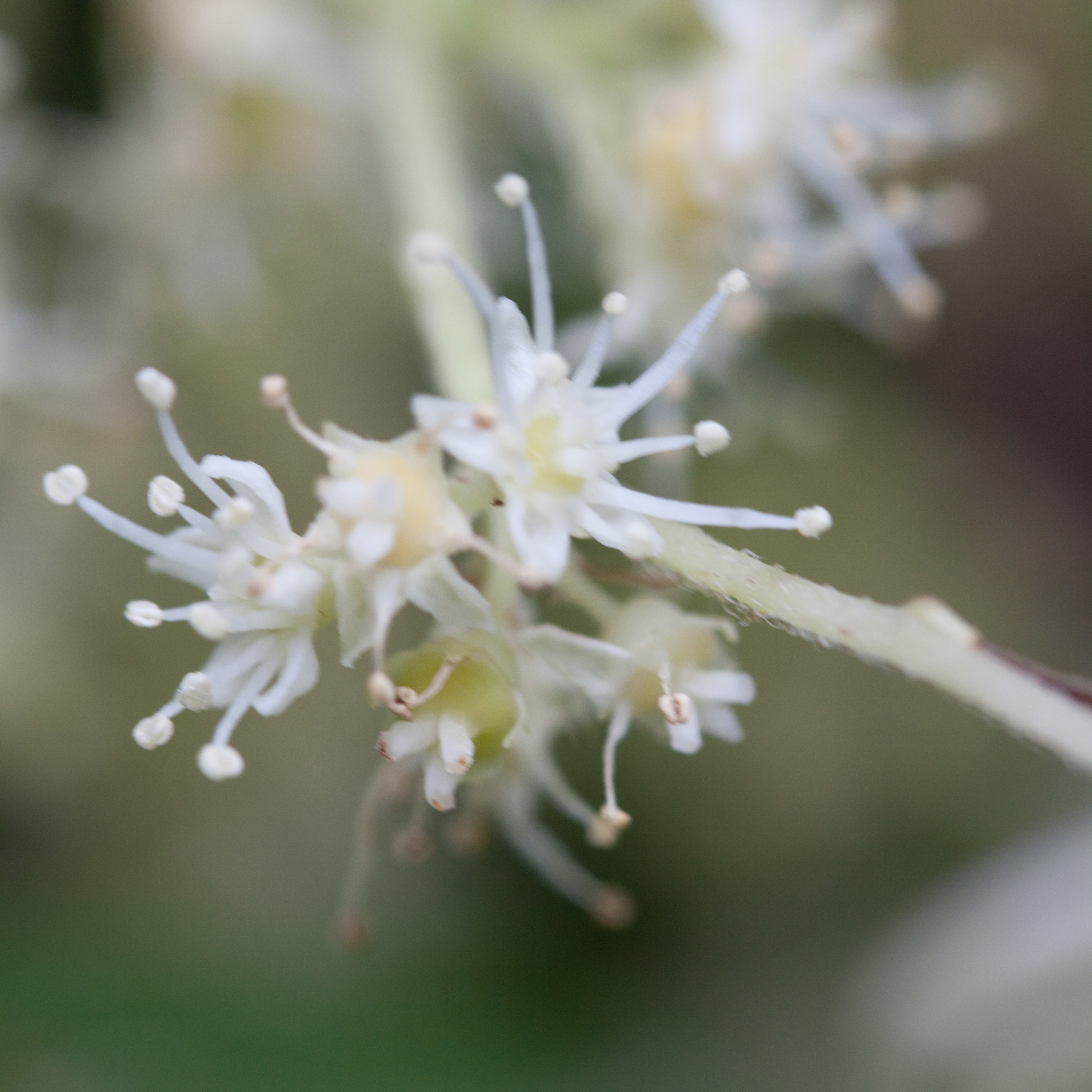
Fleurs fertiles